# Dřešín
Dřešín är en ort i Tjeckien.   Den ligger i regionen Södra Böhmen, i den sydvästra delen av landet, 110 km söder om huvudstaden Prag. Dřešín ligger 574 meter över havet och antalet invånare är 261.
Terrängen runt Dřešín är kuperad söderut, men norrut är den platt. Runt Dřešín är det ganska tätbefolkat, med 86 invånare per kvadratkilometer. Närmaste större samhälle är Strakonice, 14,4 km nordost om Dřešín. Omgivningarna runt Dřešín är en mosaik av jordbruksmark och naturlig växtlighet.